# Hypnodendron heterophyllum
Hypnodendron heterophyllum là một loài Rêu trong họ Hypnodendraceae. Loài này được (Colenso) A. Gepp mô tả khoa học đầu tiên năm 1900.